# پارک ملی سیتسمینن
پارک ملی سیتْسِمینِن (فنلاندی: Seitsemisen kansallispuisto) در شهرداری‌های ایکالینن و ئولُ‌یَروی در فنلاند واقع شده‌است. این پارک ملی در سال ۱۹۸۲ تأسیس شد و بعداً در سال ۱۹۸۹ گسترش یافت و اکنون ۴۵٫۵ کیلومتر مربع (۱۷٫۶ مایل مربع) مساحت دارد. این پارک ترکیبی معمولی از منطقه مرتفع و جنگل‌های کوهستانی تایگا و مخروطیان و منطقه پست حوضه آبریز سومِن‌سولْکَه است. نواحی مرتفع پوشیده از نوئل نروژی و کاج اسکاتلندی است در حالی که نواحی پست باتلاقی است. مناطق باتلاقی به دلیل تراکم کم درختان به نظر می‌رسد بایر هستند. بخش‌هایی از پارک حاوی برخی از قدیمی‌ترین جنگل‌هایی است که در فنلاند برای عموم قابل دسترسی هستند.
مزرعه کورو که در سال ۱۸۵۹ تأسیس شد، اکنون بخشی از میراث فرهنگی پارک است.
پارک ملی سیتْسِمینِن دیپلم اروپایی مناطق حفاظت شده را در ۱۹ ژوئن ۱۹۹۶ دریافت کرد که تا ژوئن ۲۰۱۱ معتبر بود.

## جانوران
نیمی از مساحت پارک را خلاش پوشش می‌دهد که در آن سیاه‌خروس سیاه ،درنای خاکستری، قوی فریادکش، آبچلیک خالدار پاسبز و باقرقره پرپای بیدی شمالی زندگی می‌کنند. جنگل‌های کهنسال، آشیانه‌هایی مانند جغد کوتوله اوراسیایی، جغد اورالی ،دارکوب سه‌انگشته اوراسیایی، مگس‌گیر سینه‌سرخ و سنجاب پرنده سیبریایی را در خود جای داده‌اند. گونه نمادین و رایج‌ترین آن در این پارک، سمور جنگلی است.